# Casa Neus
Casa Neus és una casa dins del nucli urbà de la població de Roses (Alt Empordà), catalogat a l'Inventari del Patrimoni Arquitectònic de Catalunya, davant de la Ciutadella i de la Plaça de les Botxes, a la cantonada delimitada per l'Avinguda de Rhode i la Ronda Miquel Oliva Prat.
Immoble aïllat, envoltat de jardí, format per tres crugies adossades entre elles que li confereixen una planta més o menys rectangular. Exteriorment tot l'edifici està arrebossat i pintat de color ocre, amb un fris ornamental amb la tècnica de l'esgrafiat i uns motius, de tonalitat més marronosa, que es concentren a les cantonades de les crugies (imitant els carreus convencionals) i també delimiten els marcs de les obertures. L'edifici principal consta de planta baixa i un pis, amb la façana orientada a mar i la coberta a quatre vessants de teula àrab. Destaca un cos semicircular avançat al menjador, amb finestrals, i un porxo cobert amb teulada a un vessant, damunt la porta d'accés a l'interior. Se li adossa una altra crugia vers el nord, d'una sola planta i altell, amb la coberta a dues vessants de teula i el carener paral·lel a la Ronda Miquel Oliva. Al mateix temps, una altra crugia d'una sola planta i de sostre pla, s'adossa a aquesta última. Les obertures presents a l'edificació són totes rectangulars, ja siguin portes o finestres, amb els muntants i les persianes pintats de color blau. Els ampits de les finestres estan revestits amb rajoles vidrades també de color blau. De la façana principal, destaquen les finestres del primer pis, amb l'ampit sobresortit decorat amb ceràmica blanca i blava, i el nom de la casa, "NEUS", al mig de les dues finestres d'aquesta. Un altre element decoratiu destacable són els respiradors de la coberta i l'òval ceràmic que corona la coberta, ambdós elements de ceràmica vidrada verda.